# Club Deportivo Jalapa
El Deportivo Jalapa fue un equipo de fútbol de Nicaragua que jugó en la Primera División de Nicaragua, la liga de fútbol más importante del país.

## Historia
Fue fundado en el año 1995 en la ciudad de Jalapa y en la temporada 2001/02 consiguieron su primer y único título de la Primera División de Nicaragua al vencer al Deportivo Walter Ferretti 4-0 en el partido de vuelta tras quedar 1-1 en la ida.
Tras el logro comenzaron a tener problemas financieros, lo que provocaba la salida de jugadores clave y tener problemas para armar un equipo estable para defender el título y también para competir en la Copa de Campeones de la UNCAF. Primera en la Primera División de Nicaragua no pudieron clasificar a las semifinales y en la UNCAF recibieron 40 goles en 3 partidos, incluyendo una derrota de 0-19 ante el Árabe Unido de Panamá.
Tras el descenso en la temporada 2007/08 debido a que no se presentó a tres partidos de la temporada, el club fue disuelto en el año 2008.

## Palmarés
- Primera División de Nicaragua (1): 2001/02

## Jugadores destacados
| - Jesús Anrique (2006) - Luis Marines - Alberto Asprilla (2006) - Manuel Alas (2006) - Victor Cardoso (2006) - Magdaleno Andino - Samuel Padilla | - Jesús Anrriquez - Yilberto Morales - Israel Taboada - Aldo G. Cuellar - Jaime Ruiz - Tomás Centeno - Lenín Blandón - Salvador García |